# Ciało (opowiadanie)
Ciało (org. The Body) – nowela Stephena Kinga opublikowana po raz pierwszy w 1982 w zbiorze Cztery pory roku.

## Treść
Czwórka dwunastoletnich przyjaciół przypadkowo dowiaduje się, że w głębokim lesie leży ciało nieboszczyka - zaginionego chłopca. Chłopcy postanawiają udać się tam. Droga wiedzie przez gęstą puszczę. Podczas wędrówki chłopcy napotykają wiele trudności i muszą zmagać się ze swoimi problemami i lękami. Stawiają też czoła groźnej bandzie chuliganów. Wyprawa staje się dla chłopców próbą siły ich charakterów, a także okazją by bliżej się poznać. Narratorem opowiadania jest jeden z chłopców - uczestników wyprawy. Jego to oczami widzimy tę historię.

## Ekranizacje
- Stań przy mnie – film z 1986 roku